# Svjetsko prvenstvo u atletici 2005.
10. Svjetsko prvenstvo u atletici održano je od 6. kolovoza do 14. kolovoza 2005. godine u finskom glavnom gradu Helsinkiju.

## Tablica medalja
| Mjesto | Država                  | Zlato | Srebro | Bronca | Ukupno |
| ------ | ----------------------- | ----- | ------ | ------ | ------ |
| 1.     | SAD                     | 14    | 8      | 3      | 25     |
| 2.     | Rusija                  | 7     | 8      | 5      | 20     |
| 3.     | Etiopija                | 3     | 4      | 2      | 9      |
| 4.     | Kuba                    | 2     | 4      | 0      | 6      |
| 5.     | Bjelorusija             | 2     | 2      | 1      | 5      |
| 6.     | Francuska               | 2     | 1      | 4      | 7      |
| 7.     | Švedska                 | 2     | 0      | 1      | 3      |
| 8.     | Bahrein                 | 2     | 0      | 0      | 2      |
| 9.     | Jamajka                 | 1     | 5      | 2      | 8      |
| 10.    | Kenija                  | 1     | 2      | 4      | 7      |
| 11.    | Maroko                  | 1     | 2      | 0      | 3      |
| 12.    | Njemačka                | 1     | 1      | 3      | 5      |
| 13.    | Bahami                  | 1     | 1      | 0      | 2      |
| 13.    | Estonija                | 1     | 1      | 0      | 2      |
| 13.    | Nizozemska              | 1     | 1      | 0      | 2      |
| 16.    | Ujedinjeno Kraljevstvo  | 1     | 0      | 2      | 3      |
| 17.    | Ekvador                 | 1     | 0      | 0      | 1      |
| 17.    | Litva                   | 1     | 0      | 0      | 1      |
| 17.    | Katar                   | 1     | 0      | 0      | 1      |
| 17.    | Uganda                  | 1     | 0      | 0      | 1      |
| 17.    | Ukrajina                | 1     | 0      | 0      | 1      |
| 22.    | Češka                   | 0     | 1      | 2      | 3      |
| 23.    | Gana                    | 0     | 1      | 1      | 1      |
| 23.    | Poljska                 | 0     | 1      | 1      | 2      |
| 23.    | Španjolska              | 0     | 1      | 1      | 2      |
| 26.    | Norveška                | 0     | 1      | 0      | 1      |
| 26.    | NR Kina                 | 0     | 1      | 0      | 1      |
| 26.    | Tanzanija               | 0     | 1      | 0      | 1      |
| 26.    | Trinidad i Tobago       | 0     | 1      | 0      | 1      |
| 30.    | Japan                   | 0     | 0      | 2      | 2      |
| 30.    | Portugal                | 0     | 0      | 2      | 2      |
| 30.    | Rumunjska               | 0     | 0      | 2      | 2      |
| 33.    | Australija              | 0     | 0      | 1      | 1      |
| 33.    | Kanada                  | 0     | 0      | 1      | 1      |
| 33.    | Finska                  | 0     | 0      | 1      | 1      |
| 33.    | Mađarska                | 0     | 0      | 1      | 1      |
| 33.    | Italija                 | 0     | 0      | 1      | 1      |
| 33.    | Meksiko                 | 0     | 0      | 1      | 1      |
| 33.    | Novi Zeland             | 0     | 0      | 1      | 1      |
| 33.    | Sveti Kristofor i Nevis | 0     | 0      | 1      | 1      |

## Rezultati

### Trkačke discipline

#### 100 m
| Mjesto | Država                  | Atletičar        | Vrijeme   |
| ------ | ----------------------- | ---------------- | --------- |
| 1.     | SAD                     | Justin Gatlin    | 9,88 (SB) |
| 2.     | Jamajka                 | Michael Frater   | 10,05     |
| 3.     | Sveti Kristofor i Nevis | Kim Collins      | 10,05     |
| 4.     | Portugal                | Francis Obikwelu | 10,07     |
| 5.     | Jamajka                 | Dwight Thomas    | 10,09     |
| 6.     | SAD                     | Leonard Scott    | 10,13     |
| 7.     | Trinidad i Tobago       | Marc Burns       | 10,14     |
| 8.     | Gana                    | Aziz Zakari      | 10,20     |

| Mjesto | Država      | Atletičarka          | Vrijeme    |
| ------ | ----------- | -------------------- | ---------- |
| 1.     | SAD         | Lauryn Williams      | 10,93      |
| 2.     | Jamajka     | Veronica Campbell    | 10,95 (SB) |
| 3.     | Francuska   | Christine Arron      | 10,98      |
| 4.     | Bahami      | Chandra Sturrup      | 11,09      |
| 5.     | SAD         | Me'Lisa Barber       | 11,09      |
| 6.     | Jamajka     | Sherone Simpson      | 11,09      |
| 7.     | SAD         | Muna Lee             | 11,09 (SB) |
| 8.     | Bjelorusija | Joelija Nestsjarenka | 11,13      |

#### 200 m
| Mjesto | Država     | Atletičar         | Vrijeme    |
| ------ | ---------- | ----------------- | ---------- |
| 1.     | SAD        | Justin Gatlin     | 20,04      |
| 2.     | SAD        | Wallace Spearmon  | 20,20      |
| 3.     | SAD        | John Capel        | 20,31 (SB) |
| 4.     | SAD        | Tyson Gay         | 20,34      |
| 5.     | Mauricijus | Stéphane Buckland | 20,41      |
| 6.     | Australija | Patrick Johnson   | 20,58      |
| 7.     | Njemačka   | Tobias Unger      | 20,81      |
| 8.     | Jamajka    | Usain Bolt        | 26,27      |

| Mjesto | Država          | Atletičarka          | Vrijeme    |
| ------ | --------------- | -------------------- | ---------- |
| 1.     | SAD             | Allyson Felix        | 22,16      |
| 2.     | SAD             | Rachelle Boone-Smith | 22,31      |
| 3.     | Francuska       | Christine Arron      | 22,31 (SB) |
| 4.     | Jamajka         | Veronica Campbell    | 22,38      |
| 5.     | SAD             | LaTasha Colander     | 22,66      |
| 6.     | Rusija          | Joelia Goesjtsjina   | 22,75      |
| 7.     | Belgija         | Kim Gevaert          | 22,86      |
| 8.     | Kajmanski Otoci | Cydonie Mothersill   | 23,00      |

#### 400 m
| Mjesto | Država     | Atletičar         | Vrijeme    |
| ------ | ---------- | ----------------- | ---------- |
| 1.     | SAD        | Jeremy Wariner    | 43,93 (WL) |
| 2.     | SAD        | Andrew Rock       | 44,35 (PB) |
| 3.     |            | Tyler Christopher | 44,44 (NR) |
| 4.     | Bahami     | Chris Brown       | 44,48 (PB) |
| 5.     |            | Timothy Benjamin  | 44,93      |
| 6.     | Jamajka    | Brandon Simpson   | 45,01      |
| 7.     | SAD        | Darold Williamson | 45,12      |
| 8.     | Australija | John Steffensen   | 45,46      |

| Mjesto | Država  | Atletičarka              | Vrijeme    |
| ------ | ------- | ------------------------ | ---------- |
| 1.     | Bahami  | Tonique Williams-Darling | 49,55 (SB) |
| 2.     | SAD     | Sanya Richards           | 49,74      |
| 3.     | Meksiko | Ana Guevara              | 49,81 (SB) |
| 4.     | Rusija  | Svetlana Pospelova       | 50,11      |
| 5.     | SAD     | DeeDee Trotter           | 51,14      |
| 6.     | Rusija  | Olesja Zykina            | 51,24      |
| 7.     | SAD     | Monique Henderson        | 51,77      |
| 8.     | Senegal | Amy Mbacke Thiam         | 52,22      |

#### 800 m
| Mjesto | Država    | Atletičar          | Vrijeme      |
| ------ | --------- | ------------------ | ------------ |
| 1.     | Bahrein   | Rashid Ramzi       | 1.44,24 (PB) |
| 2.     | Rusija    | Joeri Borzakovski  | 1.44,51      |
| 3.     | Kenija    | William Yiampoy    | 1.44,55      |
| 4.     | Kenija    | Wilfred Bungei     | 1.44,98      |
| 5.     | Alžir     | Djabir Saïd-Guerni | 1.45,31      |
| 6.     | Francuska | Mehdi Baala        | 1.45,32      |
| 7.     | Bahrein   | Belal Mansoor Ali  | 1.45,55      |
| 8.     | Kanada    | Gary Reed          | 1.46,20      |

| Mjesto | Država     | Atletičarka        | Vrijeme |
| ------ | ---------- | ------------------ | ------- |
| 1.     | Kuba       | Zulia Calatayud    | 1.58,82 |
| 2.     | Maroko     | Hasna Benhassi     | 1.59,42 |
| 3.     | Rusija     | Tatjana Andrianova | 1.59,60 |
| 4.     | Mozambik   | Maria Mutola       | 1.59,71 |
| 5.     | Španjolska | Mayte Martínez     | 1.59,99 |
| 6.     | Rusija     | Larisa Chzhao      | 2.00,25 |
| 7.     | Rusija     | Svetlana Čerkasova | 2.00,71 |
| 8.     | SAD        | Hazel Clark        | 2.01,52 |

#### 1 500 m
| Mjesto | Država     | Atletičar           | Vrijeme      |
| ------ | ---------- | ------------------- | ------------ |
| 1.     | Bahrein    | Rashid Ramzi        | 3.37,88      |
| 2.     | Maroko     | Adil Kaouch         | 3.38,00 (SB) |
| 3.     | Portugal   | Rui Silva           | 3.38,02      |
| 4.     | Ukrajina   | Ivan Hesjko         | 3.38,71      |
| 5.     | Španjolska | Arturo Casado       | 3.39,45      |
| 6.     | Španjolska | Juan Carlos Higuero | 3.40,34      |
| 7.     | Kenija     | Alex Kipchirchir    | 3.40,43      |
| 8.     | Alžir      | Tarek Boukensa      | 3.41,01      |

| Mjesto | Država     | Atletičarka       | Vrijeme      |
| ------ | ---------- | ----------------- | ------------ |
| 1.     | Rusija     | Tatjana Tomasjova | 4.00,35 (SB) |
| 2.     | Rusija     | Olga Jegorova     | 4.01,46      |
| 3.     | Francuska  | Bouchra Ghezielle | 4.02,45      |
| 4.     | Rusija     | Jelena Soboleva   | 4.02,48      |
| 5.     | Bahrein    | Maryam Jamal      | 4.02,49      |
| 6.     | Španjolska | Natalia Rodríguez | 4.03,06 (SB) |
| 7.     | Poljska    | Anna Jakubczak    | 4.03,38 (SB) |
| 8.     | Etiopija   | Gelete Burika     | 4.04,77      |

#### 5 000 m
| Mjesto | Država     | Atletičar      | Vrijeme  |
| ------ | ---------- | -------------- | -------- |
| 1.     | Kenija     | Benjamin Limo  | 13.32,55 |
| 2.     | Etiopija   | Sileshi Sihine | 13.32,81 |
| 3.     | Australija | Craig Mottram  | 13.32,96 |
| 4.     | Kenija     | Eliud Kipchoge | 13.33,04 |
| 5.     | Alžir      | Ali Saïdi-Sief | 13.33,25 |
| 6.     | Kenija     | John Kibowen   | 13.33,77 |
| 7.     | Etiopija   | Tariku Bekele  | 13.34,76 |
| 8.     | Etiopija   | Dejene Birhanu | 13.34,98 |

| Mjesto | Država    | Atletičarka               | Vrijeme       |
| ------ | --------- | ------------------------- | ------------- |
| 1.     | Etiopija  | Tirunesh Dibaba           | 14.38,59 (KR) |
| 2.     | Etiopija  | Meseret Defar             | 14.39,54      |
| 3.     | Etiopija  | Ejegayehu Dibaba          | 14.42,47      |
| 4.     | Etiopija  | Meselech Melkamu          | 14.43,47      |
| 5.     | NR Kina   | Xing Huina                | 14.43,64 (PB) |
| 6.     | Tanzanija | Zakia Mrisho Mohamed      | 14.43,87 (NR) |
| 7.     | Kenija    | Priscah Jepleting Cherono | 14.44,00 (PB) |
| 8.     | Kenija    | Isabella Ochichi          | 14.45,14 (PB) |

#### 10 000 m
| Mjesto | Država   | Atletičar            | Vrijeme       |
| ------ | -------- | -------------------- | ------------- |
| 1.     | Etiopija | Kenenisa Bekele      | 27.08,33      |
| 2.     | Etiopija | Sileshi Sihine       | 27.08,87      |
| 3.     | Kenija   | Moses Mosop          | 27.08,96 (PB) |
| 4.     | Uganda   | Boniface Kiprop      | 27.10,98 (SB) |
| 5.     | Kenija   | Martin Mathathi      | 27.12,51      |
| 6.     | Eritreja | Zersenay Tadese      | 27.12,82 (NR) |
| 7.     | Etiopija | Abebe Dinkesa Negera | 27.13,09      |
| 8.     | Maroko   | Abderrahim Goumri    | 27.14,64      |

| Mjesto | Država   | Atletičarka       | Vrijeme       |
| ------ | -------- | ----------------- | ------------- |
| 1.     | Etiopija | Tirunesh Dibaba   | 30.24,02      |
| 2.     | Etiopija | Berhane Adere     | 30.25,41 (SB) |
| 3.     | Etiopija | Ejegayehu Dibaba  | 30.26,00      |
| 4.     | NR Kina  | Xing Huina        | 30.27,18 (SB) |
| 5.     | Kenija   | Edith Masai       | 30.30,26 (NR) |
| 6.     | Etiopija | Werknesh Kidane   | 30.32,47      |
| 7.     | NR Kina  | Sun Yingjie       | 30.33,53 (SB) |
| 8.     | Rusija   | Galina Bogomolova | 30.33,75 (SB) |

#### Maraton
| Mjesto | Država     | Atletičar          | Vrijeme      |
| ------ | ---------- | ------------------ | ------------ |
| 1.     | Maroko     | Jaouad Gharib      | 2:10.10      |
| 2.     | Tanzanija  | Christopher Isegwe | 2:10.21 (PB) |
| 3.     | Japan      | Tsuyoshi Ogata     | 2:11.16 (SB) |
| 4.     | Japan      | Toshinari Takaoka  | 2:11.53      |
| 5.     | Tanzanija  | Samson Ramadhani   | 2:12.08 (SB) |
| 6.     | Uganda     | Alex Malinga       | 2:12.12 (NR) |
| 7.     | Kenija     | Paul Biwott        | 2:12.39      |
| 8.     | Španjolska | Julio Rey          | 2:12.51      |

| Mjesto | Država                 | Atletičarka         | Vrijeme      |
| ------ | ---------------------- | ------------------- | ------------ |
| 1.     | Ujedinjeno Kraljevstvo | Paula Radcliffe     | 2:20.57 (KR) |
| 2.     | Kenija                 | Catherine Ndereba   | 2:22.01 (SB) |
| 3.     | Rumunjska              | Constantina Tomescu | 2:23.19      |
| 4.     | Etiopija               | Derartu Tulu        | 2:23.30 (PB) |
| 5.     | NR Kina                | Zhou Chunxiu        | 2:24.12      |
| 6.     | Japan                  | Yumiko Hara         | 2:24.20      |
| 7.     | Kenija                 | Rita Jeptoo         | 2:24.22 (PB) |
| 8.     | Japan                  | Harumi Hiroyama     | 2:25.46 (SB) |

#### 20 km brzo hodanje
| Mjesto | Država     | Atletičar                  | Vrijeme      |
| ------ | ---------- | -------------------------- | ------------ |
| 1.     | Ekvador    | Jefferson Pérez            | 1:18.35 (SB) |
| 2.     | Španjolska | Francisco Javier Fernández | 1:19.36      |
| 3.     | Španjolska | Juan Manuel Molina         | 1:19.44 (PB) |
| 4.     | Njemačka   | André Höhne                | 1:20.00 (PB) |
| 5.     | Tunis      | Hatem Ghoula               | 1:20.19 (SB) |
| 6.     | Rusija     | Vladimir Stankin           | 1:20.25      |
| 7.     | Poljska    | Benjamin Kucinski          | 1:20.34 (PB) |
| 8.     | Meksiko    | Eder Sánchez               | 1:20.45      |

| Mjesto | Država      | Atletičar         | Vrijeme      |
| ------ | ----------- | ----------------- | ------------ |
| 1.     | Rusija      | Olimpiada Ivanova | 1:25.41 (WR) |
| 2.     | Bjelorusija | Ryta Toerava      | 1:27.05 (NR) |
| 3.     | Portugal    | Susana Feitor     | 1:28.44 (SB) |
| 4.     | Španjolska  | María Vasco       | 1:28.51 (SB) |
| 5.     | Češka       | Barbora Dibelková | 1:29.05 (NR) |
| 6.     | Grčka       | Athiná Papayiánni | 1:29.21 (SB) |
| 7.     | Italija     | Elisa Rigaudo     | 1:29.52      |
| 8.     | Rumunjska   | Claudia Stef      | 1:30.07      |

#### 50 km brzo hodanje
| Mjesto | Država   | Atletičar          | Vrijeme      |
| ------ | -------- | ------------------ | ------------ |
| 1.     | Rusija   | Sergej Kirdjapkin  | 3:38.08 (PB) |
| 2.     | Rusija   | Aleksej Vojevodin  | 3:41.25      |
| 3.     | Italija  | Alex Schwazer      | 3:41.54 (NR) |
| 4.     | Norveška | Trond Nymark       | 3:44.04 (NR) |
| 5.     | NR Kina  | Zhao Chengliang    | 3:44.45      |
| 6.     | Meksiko  | Omar Zepeda        | 3:49.01 (PB) |
| 7.     | Poljska  | Roman Magdziarczyk | 3:49.55 (SB) |
| 8.     | Japan    | Yuki Yamazaki      | 3:51.15      |

#### 110 m / 100 m s preponama
| Mjesto | Država    | Atletičar              | Vrijeme |
| ------ | --------- | ---------------------- | ------- |
| 1.     | Francuska | Ladji Doucouré         | 13,07   |
| 2.     | NR Kina   | Liu Xiang              | 13,08   |
| 3.     | SAD       | Allen Johnson          | 13,10   |
| 4.     | SAD       | Dominique Arnold       | 13,13   |
| 5.     | SAD       | Terrence Trammell      | 13,20   |
| 6.     | SAD       | Joel Brown             | 13,47   |
| 7.     | Jamajka   | Maurice Wignall        | 13,47   |
| 8.     | Brazil    | Mateus Facho Inocêncio | 13,48   |

| Mjesto | Država   | Atletičarka            | Vrijeme |
| ------ | -------- | ---------------------- | ------- |
| 1.     | SAD      | Michelle Perry         | 12,66   |
| 2.     | Jamajka  | Delloreen Ennis-London | 12,76   |
| 3.     | Jamajka  | Brigitte Foster-Hylton | 12,76   |
| 4.     | Njemačka | Kirsten Bolm           | 12,82   |
| 5.     | Rusija   | Mariya Koroteyeva      | 12,93   |
| 6.     | Švedska  | Jenny Kallur           | 12,95   |
| 7.     | Rusija   | Irina Shevchenko       | 12,97   |
|        | SAD      | Joanna Hayes           | DSQ     |

#### 400 m s preponama
| Mjesto | Država                 | Atletičar           | Vrijeme    |
| ------ | ---------------------- | ------------------- | ---------- |
| 1.     | SAD                    | Bershawn Jackson    | 47,30 (PB) |
| 2.     | SAD                    | James Carter        | 47,43 (PB) |
| 3.     | Japan                  | Dai Tamesue         | 48,10 (SB) |
| 4.     | SAD                    | Kerron Clement      | 48,18      |
| 5.     | Francuska              | Naman Keïta         | 48,28      |
| 6.     | JAR                    | Louis Jacob van Zyl | 48,54      |
| 7.     | Panama                 | Bayano Kamani       | 50,18      |
|        | Dominikanska Republika | Félix Sánchez       | DNF        |

| Mjesto | Država   | Atletičarka                   | Vrijeme    |
| ------ | -------- | ----------------------------- | ---------- |
| 1.     | Rusija   | Joelia Petsjonkina            | 52,90 (WL) |
| 2.     | SAD      | Lashinda Demus                | 53,27 (PB) |
| 3.     | SAD      | Sandra Glover                 | 53,32 (PB) |
| 4.     | Poljska  | Anna Jesień                   | 54,17      |
| 5.     | NR Kina  | Huang Xiaoxiao                | 54,57      |
| 6.     | Barbados | Andrea Blackett               | 55,06      |
| 7.     | Ukrajina | Tetjana Teresjtsjoek-Antipova | 55,09 (SB) |
| 8.     | Poljska  | Malgorzata Pskit              | 55,58      |

#### 3 000 m s preponama
| Mjesto | Država     | Atletičar             | Vrijeme |
| ------ | ---------- | --------------------- | ------- |
| 1.     | Katar      | Saif Saaeed Shaheen   | 8.13,31 |
| 2.     | Kenija     | Ezekiel Kemboi        | 8.14,95 |
| 3.     | Kenija     | Brimin Kipruto        | 8.15,30 |
| 4.     | Maroko     | Brahim Boulami        | 8.15,32 |
| 5.     | Nizozemska | Simon Vroemen         | 8.16,76 |
| 6.     | Španjolska | Antonio David Jiménez | 8.17,69 |
| 7.     | Kenija     | Paul Kipsiele Koech   | 8.19,14 |
| 8.     | Francuska  | Bouabdellah Tahri     | 8.19,96 |

| Mjesto | Država    | Atletičarka         | Vrijeme      |
| ------ | --------- | ------------------- | ------------ |
| 1.     | Uganda    | Docus Inzikuru      | 9.18,24 (KR) |
| 2.     | Rusija    | Jekaterina Volkova  | 9.20,49      |
| 3.     | Kenija    | Jeruto Kiptum       | 9.26,95 (NR) |
| 4.     | Jamajka   | Korene Hinds        | 9.33,30 (NR) |
| 5.     | Kenija    | Salome Chepchumba   | 9.37,39      |
| 6.     | Rusija    | Yelena Zadorozhnaya | 9.37,91      |
| 7.     | Rumunjska | Cristina Casandra   | 9.39,52      |
| 8.     | Jamajka   | Mardrea Hyman       | 9.39,66      |

#### 4x100 m štafeta
| Mjesto | Država                 | Atletičari                                                          | Vrijeme    |
| ------ | ---------------------- | ------------------------------------------------------------------- | ---------- |
| 1.     | Francuska              | Ladji Doucouré Ronald Pognon Eddy De Lépine Lueyi Dovy              | 38,08 (SB) |
| 2.     | Trinidad i Tobago      | Kevon Pierre Marc Burns Jacey Harper Darrel Brown                   | 38,10 (NR) |
| 3.     | Ujedinjeno Kraljevstvo | Jason Gardener Marlon Devonish Christian Malcolm Mark Lewis-Francis | 38,27      |
| 4.     | Jamajka                | Lerone Clarke Dwight Thomas Ainsley Waugh Michael Frater            | 38,28      |
| 5.     | Australija             | Daniel Batman Joshua Ross Kristopher Neofytou Patrick Johnson       | 38,32      |
| 6.     | Nizozemski Antili      | Geronimo Goeloe Charlton Rafaela Jairo Duzant Churandy Martina      | 38,45 (NR) |
| 7.     | Njemačka               | Alexander Kosenkow Marc Blume Tobias Unger Marius Broening          | 38,48      |
| 8.     | Japan                  | Shingo Suetsugu Shinji Takahira Tatsuro Yoshino Nobuharu Asahara    | 38,77      |

| Mjesto | Država      | Atletičarke                                                                                   | Vrijeme    |
| ------ | ----------- | --------------------------------------------------------------------------------------------- | ---------- |
| 1.     | SAD         | Angela Daigle Muna Lee Me'Lisa Barber Lauryn Williams                                         | 41,78 (SB) |
| 2.     | Jamajka     | Daniele Browning Sherone Simpson Aleen Bailey Veronica Campbell                               | 41,99      |
| 3.     | Bjelorusija | Joelija Nestsjarenka Natallja Salahoeb Alena Newmjarzjytskaja Aksana Drahoen                  | 42,56 (NR) |
| 4.     | Francuska   | Patricia Buval Lina Jacques-Sébastien Fabé Dia Christine Arron                                | 42,85      |
| 5.     | Brazil      | Raquel Martins da Costa Lucimar Aparecida de Moura Thatiana Regina Ignâcio Luciana dos Santos | 42,99      |
| 6.     | Kolumbija   | Melisa Murillo Felipa Palacios Darlenis Obregón Norma González                                | 43,07      |
| 7.     | Nigerija    | Gloria Kemasuode Endurance Ojokolo Damola Osayomi Mercy Nku                                   | 43,25      |
| 8.     | Poljska     | Iwona Dorobisz Daria Onysko Dorota Dydo Iwona Brzezinska                                      | 43,49      |

#### 4x400 m štafeta
| Mjesto | Država                 | Atletičari                                                            | Vrijeme      |
| ------ | ---------------------- | --------------------------------------------------------------------- | ------------ |
| 1.     | SAD                    | Andrew Rock Derrick Brew Darold Williamson Jeremy Wariner             | 2.56,91 (BS) |
| 2.     | Bahami                 | Nathaniel McKinney Avard Moncur Andrae Williams Christopher Brown     | 2.57,32 (NR) |
| 3.     | Jamajka                | Sanjay Ayre Brandon Simpson Lansford Spence Davian Clarke             | 2.58,07      |
| 4.     | Ujedinjeno Kraljevstvo | Timothy Benjamin Martyn Rooney Robert Tobin Malachi Davis             | 2.58,82      |
| 5.     | Poljska                | Marcin Marciniszyn Robert Maćkowiak Piotr Rysiukiewicz Piotr Klimczak | 3.00,58      |
| 6.     | Francuska              | Leslie Djhone Naman Keïta Abderrahim El Haouzy Marc Raquil            | 3.03,10      |
| 7.     | Rusija                 | Dmitri Forshev Andrey Rudnitskiy Oleg Mishukov Yevgeniy Lebedev       | 3.03,20      |
|        | Trinidad i Tobago      | Ato Modibo Julieon Raeburn Renny Quow Damion Barry                    | DSQ          |

| Mjesto | Država                 | Atletičarke                                                               | Vrijeme      |
| ------ | ---------------------- | ------------------------------------------------------------------------- | ------------ |
| 1.     | Rusija                 | Joelia Petsjonkina Olesja Forsjeva Natalja Antjoech Svetlana Pospelova    | 3.20,95      |
| 2.     | Jamajka                | Shericka Williams Novlene Williams Ronetta Smith Lorraine Fenton          | 3.23,29      |
| 3.     | Ujedinjeno Kraljevstvo | Lee McConnell Donna Fraser Nicola Sanders Christine Ohuruogu              | 3.24,44      |
| 4.     | Poljska                | Anna Guzowska Monika Bejnar Grazyna Prokopek Anna Jesień                  | 3.24,49 (NR) |
| 5.     | Ukrajina               | Antonina Jefremova Oksana Iljoesjkina Lilija Lobanova Natalija Pyhyda     | 3.28,00      |
| 6.     | Njemačka               | Claudia Marx Claudia Hoffmann Corinna Fink Ulrike Urbansky                | 3.28,39      |
|        | Brazil                 | Maria Laura Almirão Geisa Aparecida Coutinho Josiane Tito Lucimar Teodoro | DSQ          |
|        | Bjelorusija            | Alena Newmjarzjytskaja Natallja Salahoeb Anna Kozak Ilona Oesovitsj       | DSQ          |

### Skakačke discipline

#### Skok u vis
| Mjesto | Država   | Atletičar          | Visina |
| ------ | -------- | ------------------ | ------ |
| 1.     | Ukrajina | Joeri Krymarenko   | 2,32 m |
| 2.     | Kuba     | Víctor Moya        | 2,29 m |
| 2.     | Rusija   | Jaroslav Rybakov   | 2,29 m |
| 4.     | Kanada   | Mark Boswell       | 2,29 m |
| 5.     | Italija  | Nicola Ciotti      | 2,29 m |
| 5.     | Češka    | Jaroslav Bába      | 2,29 m |
| 7.     | Švedska  | Stefan Holm        | 2,29 m |
| 8.     | Rusija   | Vjatsjelav Voronin | 2,29 m |

| Mjesto | Država   | Atletičarka     | Visina |
| ------ | -------- | --------------- | ------ |
| 1.     | Švedska  | Kajsa Bergqvist | 2,02 m |
| 2.     | SAD      | Chaunté Howard  | 2,00 m |
| 3.     | Švedska  | Emma Green      | 1,96 m |
| 4.     | Rusija   | Ana Čičerova    | 1,96 m |
| 5.     | Ukrajina | Vita Palamar    | 1,93 m |
| 6.     | Belgija  | Tia Hellebaut   | 1,93 m |
| 7.     | Ukrajina | Vita Stopina    | 1,93 m |
| 8.     | SAD      | Amy Acuff       | 1,89 m |

#### Skok u dalj
| Mjesto | Država     | Atletičar              | Daljina     |
| ------ | ---------- | ---------------------- | ----------- |
| 1.     | SAD        | Dwight Phillips        | 8,60 m (SB) |
| 2.     | Gana       | Ignisious Gaisah       | 8,34 m (NR) |
| 3.     | Finska     | Tommi Evilä            | 8,25 m      |
| 4.     | Španjolska | Joan Lino Martínez     | 8,24 m      |
| 5.     | Francuska  | Salim Sdiri            | 8,21 m      |
| 6.     | Panama     | Irving Saladino        | 8,20 m      |
| 7.     | JAR        | Godfrey Khotso Mokoena | 8,11 m      |
| 8.     | Ukrajina   | Volodymyr Zjoeskov     | 8,06 m      |

| Mjesto | Država                 | Atletičarka       | Daljina |
| ------ | ---------------------- | ----------------- | ------- |
| 1.     | SAD                    | Tianna Madison    | 6,89 m  |
| 2.     | Rusija                 | Tatjana Kotova    | 6,79 m  |
| 3.     | Francuska              | Eunice Barber     | 6,76 m  |
| 4.     | Kuba                   | Yargelis Savigne  | 6,69 m  |
| 5.     | Indija                 | Anju Bobby George | 6,66 m  |
| 6.     | Rusija                 | Oksana Udmurtova  | 6,53 m  |
| 7.     | SAD                    | Grace Upshaw      | 6,51 m  |
| 8.     | Ujedinjeno Kraljevstvo | Kelly Sotherton   | 6,42 m  |

#### Skok s motkom
| Mjesto | Država     | Atletičar          | Visina |
| ------ | ---------- | ------------------ | ------ |
| 1.     | Nizozemska | Rens Blom          | 5,80 m |
| 2.     | SAD        | Brad Walker        | 5,75 m |
| 3.     | Rusija     | Pavel Gerasimov    | 5,65 m |
| 4.     | Rusija     | Igor Pavlov        | 5,65 m |
| 5.     | Njemačka   | Tim Lobinger       | 5,50 m |
| 6.     | SAD        | Nick Hysong        | 5,50 m |
| 7.     | Italija    | Giuseppe Gibilisco | 5,50 m |
| 8.     | Japan      | Daichi Sawano      | 5,50 m |

| Mjesto | Država    | Atletičarka       | Visina      |
| ------ | --------- | ----------------- | ----------- |
| 1.     | Rusija    | Jelena Isinbajeva | 5,01 m (WR) |
| 2.     | Poljska   | Monika Pyrek      | 4,60 m      |
| 3.     | Češka     | Pavla Hamá?ková   | 4,50 m      |
| 4.     | Rusija    | Tatyana Polnova   | 4,50 m      |
| 5.     | NR Kina   | Gao Shuying       | 4,50 m      |
| 6.     | Kanada    | Dana Ellis        | 4,35 m      |
|        | Poljska   | Anna Rogowska     | 4,35 m      |
| 8.     | Francuska | Vanessa Boslak    | 4,35 m      |

#### Troskok
| Mjesto | Država    | Atletičar         | Daljina |
| ------ | --------- | ----------------- | ------- |
| 1.     | SAD       | Walter Davis      | 17,57 m |
| 2.     | Kuba      | Yoandri Betanzos  | 17,42 m |
| 3.     | Rumunjska | Marian Oprea      | 17,40 m |
| 4.     | Bahami    | Leevan Sands      | 17,39 m |
| 5.     | Francuska | Karl Taillepierre | 17,27 m |
| 6.     | Brazil    | Jadel Gregório    | 17,20 m |
| 7.     | SAD       | Kenta Bell        | 17,11 m |
| 8.     | Kuba      | David Giralt      | 17,09 m |

| Mjesto | Država  | Atletičarka       | Daljina      |
| ------ | ------- | ----------------- | ------------ |
| 1.     | Jamajka | Trecia Smith      | 15,11 m (SB) |
| 2.     | Kuba    | Yargelis Savigne  | 14,82 m      |
| 3.     | Rusija  | Anna Pjatych      | 14,78 m      |
| 4.     | Sudan   | Yamilé Aldama     | 14,72 m      |
| 5.     | Grčka   | Hrysopiyi Devetzi | 14,64 m      |
| 6.     | Senegal | Kene Ndoye        | 14,47 m      |
| 7.     | Alžir   | Baya Rahouli      | 14,40 m      |
| 8.     | Italija | Magdelin Martinez | 14,31 m      |

### Bacačke discipline

#### Bacanje koplja
| Mjesto | Država   | Atletičar           | Daljina |
| ------ | -------- | ------------------- | ------- |
| 1.     | Estonija | Andrus Värnik       | 87,17 m |
| 2.     | Norveška | Andreas Thorkildsen | 86,18 m |
| 3.     | Rusija   | Sergej Makarov      | 83,54 m |
| 4.     | Finska   | Tero Pitkämäki      | 81,27 m |
| 5.     | Rusija   | Alexandr Ivanov     | 79,14 m |
| 6.     | Latvija  | Ēriks Rags          | 78,77 m |
| 7.     | Latvija  | Ainars Kovals       | 77,61 m |
| 8.     | Njemačka | Mark Frank          | 77,56 m |

| Mjesto | Država   | Atletičarka          | Daljina      |
| ------ | -------- | -------------------- | ------------ |
| 1.     | Kuba     | Osleidys Menéndez    | 71.7 m (WR)  |
| 2.     | Njemačka | Christina Obergföll  | 70,03 m (AR) |
| 3.     | Njemačka | Steffi Nerius        | 65,96 m      |
| 4.     | Danska   | Christina Scherwin   | 63,43 m (NR) |
| 5.     | Italija  | Zahra Bani           | 62,75 m      |
| 6.     | Finska   | Paula Tarvainen      | 62,64 m      |
| 7.     | Kuba     | Sonia Bisset         | 61,75 m      |
| 8.     | Grčka    | Aggelikí Tsiolakoúdi | 57,99 m      |

#### Bacanje diska
| Mjesto | Država   | Atletičar          | Daljina      |
| ------ | -------- | ------------------ | ------------ |
| 1.     | Litva    | Virgilijus Alekna  | 70,17 m (KR) |
| 2.     | Estonija | Gerd Kanter        | 68,57 m      |
| 3.     | Njemačka | Michael Möllenbeck | 65,95 m      |
| 4.     | Estonija | Aleksander Tammert | 64,84 m      |
| 5.     | SAD      | Ian Waltz          | 64,27 m      |
| 6.     | JAR      | Frantz Kruger      | 64,23 m      |
| 7.     | SAD      | Jarred Rome        | 64,22 m      |
| 8.     | Kanada   | Jason Tunks        | 63,77 m      |

| Mjesto | Država             | Atletičarka               | Daljina |
| ------ | ------------------ | ------------------------- | ------- |
| 1.     | Njemačka           | Franka Dietzsch           | 66,56 m |
| 2.     | Rusija             | Natalja Sadova            | 64,33 m |
| 3.     | Češka              | Věra Pospíšilová-Cechlová | 63,19 m |
| 4.     | Novi Zeland        | Beatrice Faumuina         | 62,73 m |
| 5.     | Rumunjska          | Nicoleta Grasu            | 62,05 m |
| 6.     | NR Kina            | Ma Shuli                  | 61,33 m |
| 7.     | Srbija i Crna Gora | Dragana Tomasevic         | 60,56 m |
| 8.     | Ukrajina           | Olena Antonova            | 59,37 m |

#### Bacanje kugle
| Mjesto | Država      | Atletičar          | Daljina |
| ------ | ----------- | ------------------ | ------- |
| 1.     | SAD         | Adam Nelson        | 21,73 m |
| 2.     | Nizozemska  | Rutger Smith       | 21,29 m |
| 3.     | Njemačka    | Ralf Bartels       | 20,99 m |
| 4.     | Ukrajina    | Joeri Bilonoh      | 20,89 m |
| 5.     | SAD         | Christian Cantwell | 20,87 m |
| 6.     | Bjelorusija | Andrej Michnevitsj | 20,74 m |
| 7.     | Danska      | Joachim Olsen      | 20,73 m |
| 8.     | Finska      | Ville Tiisanoja    | 20,57 m |

| Mjesto | Država      | Atletičarka          | Daljina |
| ------ | ----------- | -------------------- | ------- |
| 1.     | Rusija      | Olga Rjabinkina      | 19,64 m |
| 2.     | Novi Zeland | Valerie Vili         | 19,62 m |
| 3.     | Rusija      | Svjetlana Kriveljova | 19,16 m |
| 4.     | Njemačka    | Nadine Kleinert      | 19,07 m |
| 5.     | Kuba        | Yumileidi Cumbá      | 18,64 m |
| 6.     | NR Kina     | Li Meiju             | 18,35 m |
| 7.     | Bjelorusija | Natalija Mihnjevič   | 18,34 m |
| 8.     | Njemačka    | Christina Schwanitz  | 18,02 m |

#### Bacanje kladiva
| Mjesto | Država   | Atletičar              | Daljina |
| ------ | -------- | ---------------------- | ------- |
| 1.     | Poljska  | Szymon Ziółkowski      | 79,35 m |
| 2.     | Njemačka | Markus Esser           | 79,16 m |
| 3.     | Finska   | Olli-Pekka Karjalainen | 78,77 m |
| 4.     | Rusija   | Ilja Konovalov         | 78,59 m |
| 5.     | Mađarska | Krisztián Pars         | 78,03 m |
| 6.     | Rusija   | Vadim Hersoncev        | 77,59 m |
| 7.     | Slovačka | Libor Charfreitag      | 76,05 m |
| 8.     | Ukrajina | Andrij Skvaruk         | 76,01 m |

| Mjesto | Država            | Atletičarka        | Daljina |
| ------ | ----------------- | ------------------ | ------- |
| 1.     | Kuba              | Yipsi Moreno       | 73,08 m |
| 2.     | Rusija            | Tatjana Lisenko    | 72,46 m |
| 3.     | Francuska         | Manuela Montebrun  | 71,41 m |
| 4.     | NR Kina           | Zhang Wenxiu       | 69,82 m |
| 5.     | Ukrajina          | Irina Sekačova     | 69,65 m |
| 6.     | Poljska           | Kamila Skolimowska | 68,96 m |
| 7.     | Trinidad i Tobago | Candice Scott      | 66,55 m |
| 8.     | Italija           | Clarissa Claretti  | 64,76 m |

### Višeboj

#### Desetoboj / Sedmoboj
| Mjesto | Država    | Atletičar           | Bodovi      |
| ------ | --------- | ------------------- | ----------- |
| 1.     | SAD       | Bryan Clay          | 8732 p (SB) |
| 2.     | Češka     | Roman Šebrle        | 8521 p      |
| 3.     | Mađarska  | Attila Zsivóczky    | 8385 p      |
| 4.     | Njemačka  | André Niklaus       | 8316 p      |
| 5.     | Rusija    | Aleksandr Pogorelov | 8246 p      |
| 6.     | Estonija  | Kristjan Rahnu      | 8223 p      |
| 7.     | Francuska | Romain Barras       | 8087 p      |
| 8.     | Češka     | Tomáš Dvořák        | 8068 p      |

| Mjesto | Država                 | Atletičarka       | Bodovi |
| ------ | ---------------------- | ----------------- | ------ |
| 1.     | Švedska                | Carolina Klüft    | 6887 p |
| 2.     | Francuska              | Eunice Barber     | 6824 p |
| 3.     | Gana                   | Margaret Simpson  | 6375 p |
| 4.     | Litva                  | Austra Skujyté    | 6360 p |
| 5.     | Ujedinjeno Kraljevstvo | Kelly Sotherton   | 6325 p |
| 6.     | Francuska              | Marie Collonvillé | 6248 p |
| 7.     | Portugal               | Naide Gomes       | 6189 p |
| 8.     | Nizozemska             | Karin Ruckstuhl   | 6174 p |